# Tillandsia 'Folly'
Tillandsia 'Folly' es un cultivar híbrido del género Tillandsia perteneciente a la familia Bromeliaceae.
Es un híbrido creado en el año 1978 con las especies Tillandsia xiphioides × Tillandsia  'Rubra'.